# المهدي (تمر)
المهدي بفتح الميم هو أحد أنواع التمور بمنطقة الساورة ويتميز شكل التمرة بأنها كبيرة, مستديرة أو طويلة. تكاد تنحصر أشجار نخيل المهدي بواحات بني عباس.
يصلح تمر المهدي للإدخار مثله مثل الحميرة.